# 革命工人党—棉兰老
革命工人党—棉兰老（缩写为RPM-M）是菲律宾的一个非法的托洛茨基主义政党。该党的前身是拥有一支反政府武装的非法政党菲律宾革命工人党的棉兰老岛分支。2001年，菲律宾革命工人党与菲律宾政府进行停火谈判。在这一问题上，菲律宾革命工人党的棉兰老岛分支与全国领导层持不同看法，因而脱党，另行成立革命工人党—棉兰老。2003年，该党加入第四国际，成为第四国际的菲律宾支部。2005年，该党与菲律宾政府达成停火协议。次年，双方又签订一份停火协议。目前，该党在棉兰老岛拥有一块控制区，还掌握着一支独立的武装力量“革命人民军”。